# Земская почта Валковского уезда
Зе́мская по́чта Ва́лковского уе́зда — земская почта, организованная земской управой Валковского уезда Харьковской губернии. Существовала с 1893 года. В уезде выпускались собственные земские марки.

## История почты
Валковская уездная земская почта была открыта в 1893 году. Пересылка почтовых отправлений осуществлялась из уездного центра (города Валки) в 16 волостных правлений дважды в неделю. Доставка частных почтовых отправлений была платной и оплачивалась земскими почтовыми марками.
С 1904 года доставка всех почтовых отправлений, кроме частных писем, была освобождена от оплаты.

## Выпуски марок
Земские марки Валковского уезда имели однотипный рисунок: в центре овала указан номинал марки, по краям
надпись «Валковская почтовая земская марка».
С 1904 года в обращении были только марки номиналом 5 копеек, которые использовались для оплаты пересылки частных писем.

## Гашение марок
Гашение марок осуществлялось почтовыми штемпелями круглой формы.